# Park Narodowy Melimoyu
Park Narodowy Melimoyu (hiszp. Parque nacional Melimoyu) – park narodowy w Chile położony w regionie Aysén, w prowincji Aysén (gmina Cisnes). Został utworzony 26 stycznia 2018 roku i zajmuje obszar 1055 km². Na północ od niego znajduje się Park Narodowy Corcovado, na południe Park Narodowy Isla Magdalena, a na południowy wschód Park Narodowy Queulat.

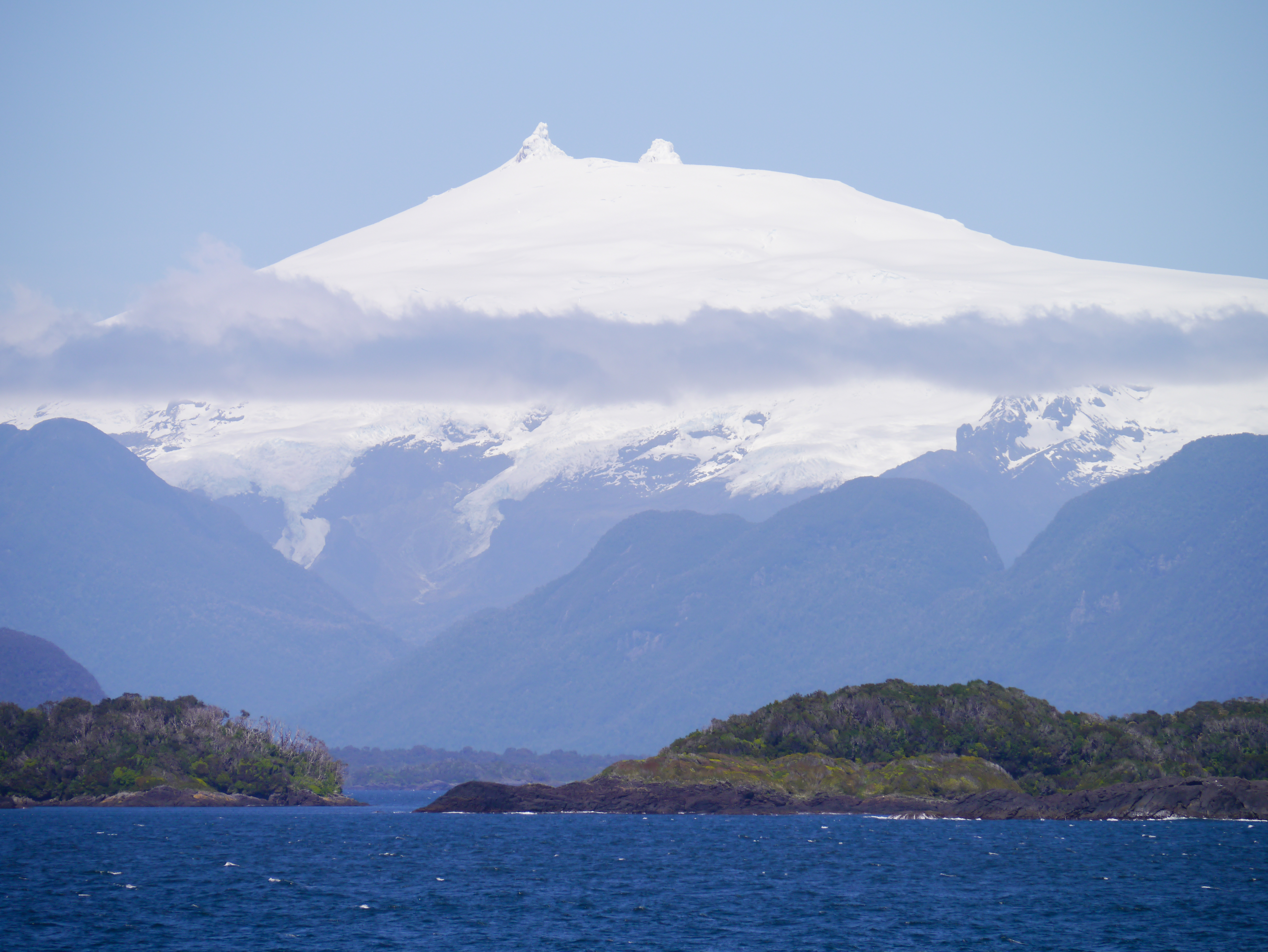
Wulkan Melimoyu

## Opis
Park obejmuje część Andów Patagońskich położonych na wybrzeżu Oceanu Spokojnego. Obszar parku to labirynt kanałów, fiordów i wysp. Od północnego zachodu ogranicza go zatoka Corcovado, od zachodu kanał Moraleda, od południa kanał Jacaf, a od północy rzeka Palena. W centralnej części parku znajduje się wulkan Melimoyu (2400 m n.p.m.).

## Flora
Doliny w parku pokrywają lasy waldiwijskie. W najniżej położonych częściach dolin rośnie głównie Nothofagus nitida, Podocarpus nubigenus, Nothofagus betuloides, Desfontainia fulgens, Laureliopsis philippiana. Wyżej na zboczach dolin występuje głównie Nothofagus pumilio, Ribes cucullatum i Pilgerodendron uviferum, a jeszcze wyżej Nassauvia dentata i Senecio portalesianus.

## Fauna
W parku występuje m.in.: puma płowa, pudu południowy, nibylis andyjski i zagrożony wyginięciem gardłoród Darwina. W wodach przybrzeżnych żyją m.in.: tonin chilijski, waleń południowy, uchatka patagońska, długopłetwiec oceaniczny, a także zagrożony wyginięciem płetwal błękitny. Wody obfitują w kryle antarktyczne, dlatego też szacuje się, że 10% światowej populacji płetwali błękitnych przybywa latem do zatoki Corcovado, aby żerować.